# Piëch Automotive
Pour les articles homonymes, voir Piëch.
Piëch Automotive est un constructeur d'automobiles électriques basé à Zurich en Suisse, fondé en août 2017 par Rea Stark Rajcic et Anton Piëch.

## Histoire
Anton Piëch, fils de Ferdinand Piëch l'ancien président du directoire du Groupe Volkswagen et petit-fils de Ferdinand Porsche, a fondé le constructeur de voitures électriques suisse Piëch Automotive avec le designer industriel Rea Stark Rajcic.
Piëch Automotive présente son premier modèle, la GT Mark Zero (ou Mk0), sur ses terres au Salon international de l'automobile de Genève 2019.
La particularité de l'ingénierie de Piëch Automotive est son concept modulaire permettant de maintenir à jour les composants logiciels et matériels, afin de suivre les évolutions et progrès techniques, ainsi la batterie est interchangeable, tout en conservant la structure et la carrosserie du véhicule.

## Piëch Mark Zero concept
La GT Mark Zero, dont les premiers croquis datent de 2017, est présentée sous forme de concept-car au salon de Genève le 5 mars 2019. Il s'agit d'un coupé sport deux places au style néo-rétro dont les premiers modèles pourraient être livrés en 2022, équipé de moteurs électriques et d'une batterie positionnée sur le tunnel central jusque sur l'essieu arrière, pour un poids de 1 800 kg. La Mark Zero pourra recevoir des groupes motopropulseurs thermiques, hybrides ou à pile à combustible grâce à sa plateforme modulaire qui servira aussi à un SUV et une berline Piëch dans un second temps.

### Motorisation
La Mark Zero concept est équipée de trois électro-moteurs, un moteur électrique asynchrone de 150 kW monté sur l'essieu avant et deux moteurs électrique synchrones indépendants posés sur l'essieu arrière de 150 kW chacun, fournissant une puissance cumulée de 600 ch. Sa batterie innovante est rechargeable à 80 % en 4 min 40 s sur une borne rapide de 380 kW qui n'est pas encore déployée en 2019, pour une autonomie de 500 km.